# 119e Amerikaans Congres
Het 119e Amerikaans Congres is de huidige zitting van het Congres van de Amerikaanse federale overheid. Het Amerikaans Congres bestaat uit de Amerikaanse Senaat en het Huis van Afgevaardigden. De termijn van dit Congres loopt van 3 januari 2025 tot en met 3 januari 2027. Dit zijn de laatste weken van de ambtstermijn van de zittende president Joe Biden en  de eerste 2 jaren van de tweede en laatste ambtstermijn van Donald Trump.

## Data van sessies
3 januari 2025 - 3 januari 2027
- 1e sessie: 3 januari 2025 - heden
- 2e sessie  nnb  -

## Verkiezing voor de voorzitter van het Huis van Afgevaardigden
De verkiezing van de voorzitter van het Huis van Afgevaardigden vond plaats in Washington D.C. op 3 januari 2025.
| Kandidaat       | Aantal stemmen (benodigd: 218) | Partij        |
| --------------- | ------------------------------ | ------------- |
| Hakeem Jeffries | 215                            | Democraten    |
| Mike Johnson    | 218                            | Republikeinen |

## Grote gebeurtenissen
- 3 januari 2025: Mike Johnson word herkozen als  voorzitter met 218 stemmen.
- 6 januari 2025: Gezamenlijke sessie van het congres om de stemmen van het Kiescollege te tellen na de Amerikaanse presidentsverkiezingen 2024
- 9 januari 2025: Staatsbegrafenis van voormalig president Jimmy Carter.
- 20 januari 2025: Inauguratie van Donald Trump en J.D. Vance
- 20 januari 2025: De Senaat stemt unaniem in met de benoeming van Marco Rubio als Minister voor Buitenlandse Zaken.
- 24 januari 2025:  De Senaat stemt nipt in met de benoeming  van Pete Hegseth als Minister van Defensie na een tie-breaking vote van Vicepresident JD Vance nadat de stemming staakte in de senaat (50-50)
- 4 maart 2025 : President Trump spreekt het Amerikaans Congres toe in een gezamenlijke sessie.
- 4 juli 2026: 250 jaar onafhankelijkheid van de Verenigde Staten.

## Leden van de Senaat
(R) = Republikein, (D) = Democraat, (O) = Onafhankelijk  
| Staat                                                                             | Senior senator             | Junior senator           |
| --------------------------------------------------------------------------------- | -------------------------- | ------------------------ |
| Alabama                                                                           | Tommy Tuberville (R)       | Katie Britt (R)          |
| Alaska                                                                            | Lisa Murkowski (R)         | Dan Sullivan (R)         |
| Arizona                                                                           | Mark Kelly (D)             | Ruben Gallego (D)        |
| Arkansas                                                                          | John Boozman (R)           | Tom Cotton (R)           |
| Californië                                                                        | Alex Padilla (D)           | Adam Schiff (D)          |
| Colorado                                                                          | Michael Bennet (D)         | John Hickenlooper (D)    |
| Connecticut                                                                       | Richard Blumenthal (D)     | Chris Murphy (D)         |
| Delaware                                                                          | Chris Coons (D)            | Lisa Blunt Rochester (D) |
| Florida                                                                           | Rick Scott (R)             | Ashley Moody (R)         |
| Georgia                                                                           | Jon Ossoff (D)             | Raphael Warnock (D)      |
| Hawaï                                                                             | Brian Schatz (D)           | Mazie Hiriono (D)        |
| Idaho                                                                             | Mike Crapo (R)             | Jim Risch (R)            |
| Illinois                                                                          | Dick Durbin (D)            | Tammy Duckworth (D)      |
| Indiana                                                                           | Todd Young (R)             | Jim Banks (R)            |
| Iowa                                                                              | Chuck Grassley (R)         | Joni Ernst (R)           |
| Kansas                                                                            | Jerry Moran (R)            | Roger Marshall (R)       |
| Kentucky                                                                          | Mitch McConnell (R)        | Rand Paul (R)            |
| Louisiana                                                                         | Bill Cassidy (R)           | John Neely Kennedy (R)   |
| Maine                                                                             | Susan Collins (R)          | Angus King (O)           |
| Maryland                                                                          | Chris Van Hollen (D)       | Angela Alsobrooks (D)    |
| Massachusetts                                                                     | Elizabeth Warren (D)       | Ed Markey (D)            |
| Michigan                                                                          | Gary Peters (D)            | Elissa Slotkin (D)       |
| Minnesota                                                                         | Amy Kobluchar (DFL)        | Tina Smith (DFL)         |
| Mississippi                                                                       | Roger Wicker (R)           | Cindy Hyde-Smith (R)     |
| Missouri                                                                          | Josh Hawley (R)            | Eric Schmitt (R)         |
| Montana                                                                           | Steve Daines (R)           | Tim Sheehy (R)           |
| Nebraska                                                                          | Deb Fischer (R)            | Pete Ricketts (R)        |
| Nevada                                                                            | Catherine Cortez Masto (D) | Jacky Rosen (D)          |
| New Hampshire                                                                     | Jeanne Shaheen (D)         | Maggie Hassan (D)        |
| New Jersey                                                                        | Cory Booker (D)            | Andy Kim (D)             |
| New Mexico                                                                        | Martin Heinrich (D)        | Ben Ray Luján (D)        |
| New York                                                                          | Chuck Schumer (D)          | Kirsten Gillibrand (D)   |
| North Carolina                                                                    | Thom Tillis (R)            | Ted Budd (R)             |
| North Dakota                                                                      | John Hoeven (R)            | Kevin Cramer (R)         |
| Ohio                                                                              | Bernie Moreno (R)          | Jon Husted (R)           |
| Oklahoma                                                                          | James Lankford (R)         | Markwayne Mullin (R)     |
| Oregon                                                                            | Ron Wyden (D)              | Jeff Merkley (D)         |
| Pennsylvania                                                                      | John Fetterman (D)         | David McCormick (R)      |
| Rhode Island                                                                      | Jack Reed (D)              | Sheldon Whitehouse (D)   |
| South Carolina                                                                    | Lindsey Graham (R)         | Tim Scott (R)            |
| South Dakota                                                                      | John Thune (R)             | Mike Rounds (R)          |
| Tennessee                                                                         | Marsha Blackburn (R)       | Bill Hagerty (R)         |
| Texas                                                                             | John Cornyn (R)            | Ted Cruz (R)             |
| Utah                                                                              | Mike Lee (R)               | John Curtis (R)          |
| Vermont                                                                           | Bernie Sanders (O)         | Peter Welch (D)          |
| Virginia                                                                          | Mark Warner (D)            | Tim Kaine (D)            |
| Washington                                                                        | Patty Murray (D)           | Maria Cantwell (D)       |
| West Virginia                                                                     | Shelley Moore Capito (R)   | Jim Justice (R)          |
| Wisconsin                                                                         | Ron Johnson (R)            | Tammy Baldwin (D)        |
| Wyoming                                                                           | John Barrasso (R)          | Cynthia Lummis (R)       |
| 53 Republikeinse Partij (R), 45 Democratische Partij (D) en 2 onafhankelijken (O) |                            |                          |

Meerderheid bij 51 zetels, of 50 met doorslaggevende stem van de vicepresident (maar bij zijn afwezigheid niet van de president pro tempore, die heeft een gewone stem).